# وزاغت (الشاوية)
وزاغت هو دُوَّار يقع بجماعة اڭزناية الجنوبية، إقليم تازة، جهة فاس مكناس في المملكة المغربية. ينتمي الدوّار لمشيخة الشاوية التي تضم 8 دواوير. يقدر عدد سكانه بـ 853 نسمة حسب الإحصاء الرسمي للسكان والسكنى لسنة 2004.

## روابط خارجية
- البوابة الوطنية للجماعات الترابية
- المندوبية السامية للتخطيط